# Victor Ekström
Victor Arvid Ekström, född 28 januari 2003, är en svensk fotbollsspelare som spelar för IK Sirius.

## Karriär
Ekström började spela fotboll i IF Brommapojkarna och gick den vägen till BP's U19 Akademi lag till 2022. I januari 2023 blev han klar för Ettan-klubben Täby FK. Säsongen 2023 spelade Ekström 27 matcher och gjorde en assist.
Den 19 mars 2024 värvades Ekström av allsvenska IK Sirius, där han skrev på ett femårskontrakt. Intressant nog kom Sirius samtal till honom när han arbetade i kassan på ICA. Han har även uttryckt sig att han inte har saknat att "blippa bananer". Den 1 juni 2024 gjorde han debut i Allsvenskan i en 5-1 vinst mot IFK Norrköping, där Ekström blev inbytt i den 86:e minuten mot Malcolm Jeng.

## Landslagskarriär
Ekström blev uttagen i oktober 2019 till Future Team-landslagsläger.